# Laportea aestuans
La ortiga brava o ishanga blanca (Laportea aestuans) es una planta herbácea anual, de la familia Urticaceae, que se encuentra desde California, México, Florida y las Antillas, hasta Colombia , Bolivia, Perú y Brasil; y también en Zimbabue, Tanzania y Madagascar.

## Descripción
Se desarrolla en forma arrastrante, tapizante, alcanzando cada planta unos 30 cm de longitud. Presenta tricomas urticantes dispersos. Sus hojas son simples, alternas, con lámina entera, trinervada, con márgenes dentados; contienen cristales de oxalato de calcio que puede causar irritaciones en la piel. Inflorescencias en cimas o glomérulos arreglados en estructuras paniculiformes, axilares. Los frutos son aquenios asimétricos.

## Usos
Sus tallos que contienen fibras usadas para la fabricación de telas, prendas de vestir y artesanías. La medicina tradicional atribuye a la infusión de las hojas, propiedades como diurético y laxante. El jugo de las hojas lo usa contra la conjuntivitis y en general como bactericida y antiinflamatorio.

## Taxonomía
Laportea aestuans fue descrita por (Linneo) Chew y publicado en The Gardens' Bulletin Singapore 21(2): 200, en el año 1965. (31 May 1965)
sinonimia
| - Fleurya aestuans (L.) Gaudich. - Fleurya aestuans var. glandulosa (Wedd.) Wedd - Fleurya aestuans var. petiolata (Decne.) Wedd. - Fleurya aestuans var. racemosa (Burm. ex Wedd.) Wedd. - Fleurya aestuans var. tuberculata (Andersson) Wedd. - Fleurya caraoellana (Schrank) Wedd. - Fleurya caravellana (Schrank) Wedd. - Fleurya cordata Gaudich. - Fleurya corylifolia Gaudich. - Fleurya glandulosa Wedd. - Fleurya ingrata Miq. - Fleurya lurida Blume - Fleurya perrieri Leandri - Fleurya petiolata Decne. - Fleurya racemosa Gaudich. - Fleuryopsis petiolata (Decne.) Opiz - Laportea bathiei Leandri - Laportea glandulosa (Wedd.) V.C.Lima - Urera gaudichaudiana Hensl. - Urtica aestuans L. - Urtica caravellana Schrank - Urtica cordata (Gaudich.) Steud. - Urtica corylifolia Juss. ex Poir - Urtica divergens G. Mey. - Urtica latifolia Rich. - Urtica nemorosa Kunth - Urtica petiolata (Decne.) Steud. - Urtica racemosa Burm. ex Wedd. - Urtica schimperiana Hochst. ex Steud. - Urtica tuberculata Andersson |